# Il vento non sa leggere
Il vento non sa leggere (The Wind Cannot Read) è un film del 1958 diretto da Ralph Thomas, tratto dall'omonimo racconto di Richard Mason.

## Trama
Michael Quinn è un tenente dell'esercito britannico che, durante la seconda guerra mondiale, si trova in India per una missione volta a impedire all'esercito nipponico di invadere la Birmania, per svolgere la quale deve imparare la lingua giapponese. Si innamora, ricambiato, della sua insegnante, Suzuki San detta Sabbi. I due si sposano, ma Sabbi è preda di continui forti mal di testa: le viene diagnosticato un tumore al cervello. Quinn intanto viene catturato dai giapponesi, ma riesce ad evadere, per ricongiungersi con la sua sposa sul letto di morte.